# サーベイヤー6号
サーベイヤー6号(英語: Surveyor 6)はアメリカ合衆国のサーベイヤー計画の6機目の月着陸探査機。1967年11月7日に打ち上げられ、11月10日に中央の入江に着陸した。合計で30027枚の画像を地球に送信している。

## 計画
サーベイヤー6号はサーベイヤー計画の6機目であり、この計画で月面に軟着陸した4機目の機体である。着陸後の画像取得、月面土壌中の化学元素の存在量の調査、タッチダウンダイナミクスデータの取得、温度とレーダー反射率のデータの取得、バーニアエンジンの侵食実験などが行われた。サーベイヤー5号と基本的には同じ構成で必要とされる光学装置に加え、テレビカメラ、小型の磁石付の着陸脚、アルファ散乱分析器等も同じであった。
1967年11月10日に月面に到達した。到達位置は月面座標で北緯0.49度、西経1.40度、中央の入江近郊であった。 計画していた目標はすべて完遂した。このミッションの成功にでアポロ計画に必要とされたサーベイヤー計画の責務は果たされた。1967年11月24日に最初の月の夜を迎え、12月14日にも交信はできたものの、利用できるデータは得られなかった。
月面土壌の探査は写真とアルファ粒子の背景散乱を利用した分析器を利用して行われた。同様のαプロトンX線分光計は火星での探査にも利用された。
11月17日10時32分(UTC)に宇宙技術テストとして、サーベイヤー6号のエンジンは再起動されて2.5秒点火した。これによって150lbfの力が得られ、月面からおおよそ4m浮かび上がった。西に2.5m移動した後、再度月に軟着陸した。宇宙機は正常に機能し続けた。

## 装置類

### テレビカメラ

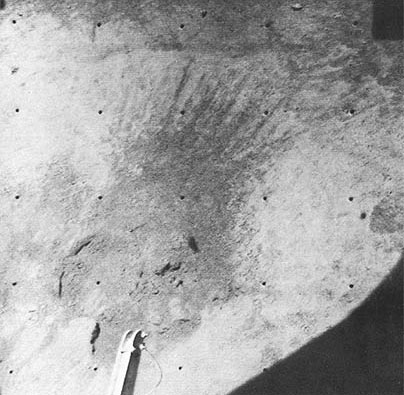
月面への噴射跡

テレビカメラはほぼ5号と同じ構成であったが、カラーフィルターが偏向フィルターに変えられていた。偏向フィルターは月面によって散乱した光の直線偏光成分を測定し検出するアナライザーとして使われた。
月面に着陸後、再着陸の間も含めて1967年11月24日に1度目の夜を迎えるまでに29914枚の画像を取得した。

### アルファ散乱表面分析器
アルファ散乱表面分析器は月面の主要元素の存在量を直接測定するために設計された。6機のアルファ線源（キュリウム242）からのアルファ線を均等に照射するために装置の底に直径100mmの穴が開いており、ここに2つの平行で独立した荷電粒子検出器とサンプル台があった。荷電粒子検出器は月面からの散乱アルファ粒子のエネルギースペクトルを検出する2つのセンサー、月面の物質によって生成された陽子のエネルギースペクトルを検出する4基のセンサー等があった。各検出器アセンブリは波高分析器に接続されていた。
デジタル電子装置類は宇宙機のコンパートメント上にあり、実験が行われるたびに継続的に地球に信号を送信していた。月面試料のスペクトルには水素・ヘリウム・リチウムを除くすべての主だった元素の量の情報が含まれていた。キュリウムはコリメーターフィルムで集められ、センサーヘッドの内部底面の金メッキによって散乱された。これは徐々にバックグランドが増加し重い元素の感度技術が減少する原因となった。1機の陽子検知器はノイズが発生していたため運用2日目に消されることになった。
分析器によって11月11日から11月24日までに合計43時間のデータが得られた。最後のデータは月の日没の4時間前に取られた。しかしながら、11月17日に2度目の離陸ではねた後、センサーヘッドはひっくり返っていた。測定は太陽からの陽子と宇宙線の情報を得るために続けられた。このため、月面物質の科学分析目的のデータは運用開始後の30時間で得られたものである。このうち、27時間と44分のデータはノイズがない状態であった。

## 成果
サーベイヤー6号は月の表面から打ち上げられた最初のロケットとなり、パサデナのジェット推進研究所がモニターした。液体燃料のバーニアエンジンによってその動力を得て、3mほど最初の着陸地点から移動した。

## 画像

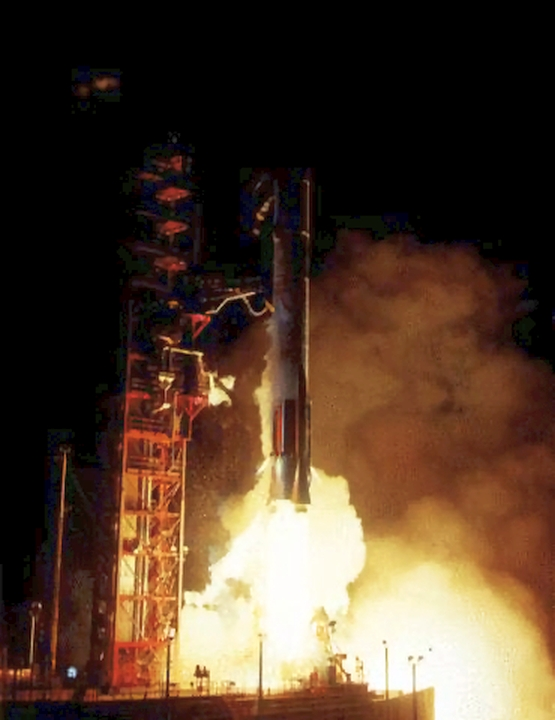
打ち上げ
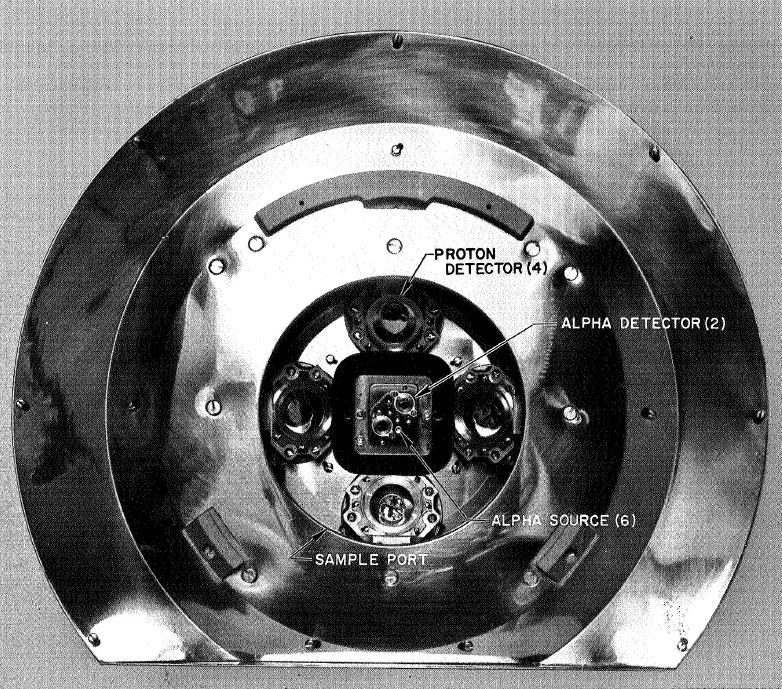
アルファ分光器の底面

## 註
1. ↑  "1967 Year In Review, UPI.com"

## 参照
- Surveyor Program Results (PDF) 1969